# Ostojića mlin kod Dola na Hvaru
Ostojića mlin, Žorkov mlin, vodeni mlin u selu Dolu na Hvaru, uz županijsku cestu 6204. Dao ga je podići liječnik i posjednik Petar Ostojić (1780. – 1851.), znan kao vlasnik Likorove kuće na Budinjcu. Ostojić je bio prvi koji je na Hvaru dao podići mlin. Mlin se nalazi u Jorinama ispod Dola, na 41 mnv. Gradnja je bila gotova 1910. godine. Mlin je dao podići poslije supruge Marijanke, sestre Petra Nisitea. Pogon je bio bujični. Tad je bilo manje vegetacije po brdima, bilo je bogatije vodom i vjerojatno je radila veći dio godine. Zbog smanjene količine oborina, koje su dosta manje na zapadu otoka Hvara, sredinom 19. stoljeća prestao je s radom. Smatra se da je ovaj mlin dao zamisao kapetanu i gradonačelniku Petru Ivaniševiću podići mlin na vjetar u Starom Gradu. Na otoku Hvaru su uz ovaj još mlin u Starom Gradu, vjetrenjača u Vrboskoj na Vetežinjem humu te još dvije u gradu Hvaru a drugi vodeni mlin na otoku je bio ispod Pitavskog vira kod Jelse.
Čini se da su vodotoci na Hvaru u prošlosti bili snažniji. Dolski (ne vrbanjski) potok Vir protječe kroz samo središte polja, od krajnjeg juga, iz središta Dola, sve do antičkog carda. Po svemu sudeći u starom vijeku Vir je bio stalna rijeka Farion koju starogrčki pisac Efor iz Kime (pisac prve univerzalne povijesti iz druge polovice 4. st. prije Krista) spominje u svom djelu, a u starom vijeku danas pustinjski i polupustinjski krajevi bili su plodne žitnice. Mlin se doista nalazi na koritu Vira na predjelu Jorine, tik uz staru cestu Stari Grad – Vrbanj. Austrijski katastar ovu zgradu, u narodu znanu kao Žorkov mlin, vodi pod nazivom Ostojića mlin.